# طبرة
طُبَرَّة أو طوبرة (بالإسبانية: Tobarra) هي بلدية تقع في مقاطعة البسيط التابعة لمنطقة قشتالة والمنشف وسط إسبانيا.

## الديمغرافيا
بلغ عدد سكان بلدية طبرة 8.207 نسمة عام 2011 (وفقاً للمعهد الوطني الإسباني للإحصاء).
| 7.344 | 7.469 | 7.637 | 7.869 | 7.962 | 8.029 | 8.207 |

## أعلام
- رامون بلازكز
- كريستوفر بيرس باستور